# الهيئة المصرية العامة للمعارض والمؤتمرات
الهيئة المصرية العامة للمعارض والمؤتمرات هي هيئة حكومية مصرية تابعة لوزارة الصناعة، منوط بها أعمال تنظيم واستضافة المؤتمرات والمعارض داخل وخارج مصر، بما يساعد أعمال الترويج والتسويق للمنتجات المحلية والقومية داخلياً وخارجياً، كما تضطلع بمنح اذونات وتراخيص لإقامة المعارض للشركات المعنية داخلياً وخارجياً، وتقام هناك العديد من المعارض ومن أشهر المعارض التي تشرف عليها الهيئة المصرية العامة للمعارض والمؤتمرات التي تقوم هناك معرض القاهرة الدولي للكتاب وغيرها من المعارض الثقافية والترفيهية والرياضية والإعلامية.
أنشأت الهيئة عام 1956 بموجب القرار الجمهوري رقم 323 وكان مقرها أرض المعارض بالجزيرة، وفي عام 1980 انتقلت الهيئة من أرض المعارض بالجزيرة إلى موقعها الحالي بمدينة نصر بالقاهرة، ثم أنشأ مركز القاهرة الدولي للمؤتمرات في عام 1989 بالقرار الجمهوري رقم 252، وفي مايو 2008 صدر القرار الجمهوري رقم 134 بدمج مركز القاهرة الدولي للمؤتمرات مع الهيئة العامة للمعارض والأسواق الدولية، في أكتوبر 2009 صدر القرار الجمهوري برفم 345 بتنظيم العمل بالهيئة تحت مسمى "الهيئة المصرية العامة للمعارض والمؤتمرات".

## الأنشطة
- تختص الهيئة المصرية العامة للمعارض والمؤتمرات بتنظيم وإقامة المعارض والمؤتمرات والأسواق الدولية والمحلية العامة والنوعية في الداخل بقصد تنمية روح التنافس بين المنتجين ومؤسسات الإنتاج المختلفة ودفعهم إلى تحسين منتجاتهم وبالتالي تنمية روح الابتكار والتجديد لديهم إلى جانب التعريف بمنتجاتهم والدعاية لها.
- كما تختص بتنظيم اشتراك جمهورية مصر العربية في المعارض الدولية الخارجية أو إقامة معارض مستقلة  للمنتجات المصرية بالخارج أو التصريح للعارضين الوطنيين للاشتراك في تلك المعارض والأسواق أو أقامتها بمعروضات مصرية وذلك بقصد تعريف الدول الأجنبية بالمنتجات المحلية بهدف تنشيط صادراتنا وفتح أسواق جديدة لها هذا إلى جانب التعريف والدعاية للنشاط السياحي وإبراز ما حققته الجمهورية من تقدم في مختلف النواحي.
- إنشاء وإدارة وتسويق وإستغلال وصيانة مراكز المعارض والمؤتمرات في مصر سواء مباشرة أو من خلال الشركات المتخصصة أو ماتشارك في تأسيسة لتحقيق أغراضها.
- تشجيع عقد المعارض والمؤتمرات الدولية والإقليمية والمحلية في مصر.
- تتولى الهيئة إصدار التراخيص للعارضين الأجانب بإقامة معارض خاصة بهم في الداخل إلى جانب معاونة هيئات الحكم المحلى في إقامة وتنظيم المعارض والمؤتمرات.
- العمل على النفاذ إلى الأسواق الواعدة، وتواجد المنتج المصري بصفة دائمة، من خلال استئجار مساحات تخزينية بالمناطق الحرة.
- تفعيل اتفاقيات التجارة والتجمعات الاقتصادية التي تشارك فيها مصر.
- منح التراخيص الخاصة بإقامة المعارض التجارية والعقارية في الداخل والخارج.
- تعميق أواصر التعاون بين الهيئة والجهات المثيلة على المستوى والدولى.
- إصدار تراخيص اقامة المعارض أو الاشتراك فيها.

## الجهات التابعة
- مركز القاهرة الدولي للمؤتمرات.
- جسور النصر للتصدير والاستيراد

## وصلات خارجية
- الموقع الرسمي للهيئة.
- الصفحة الرسمية للهيئة على موقع فيس بوك.